# Segundo Storni

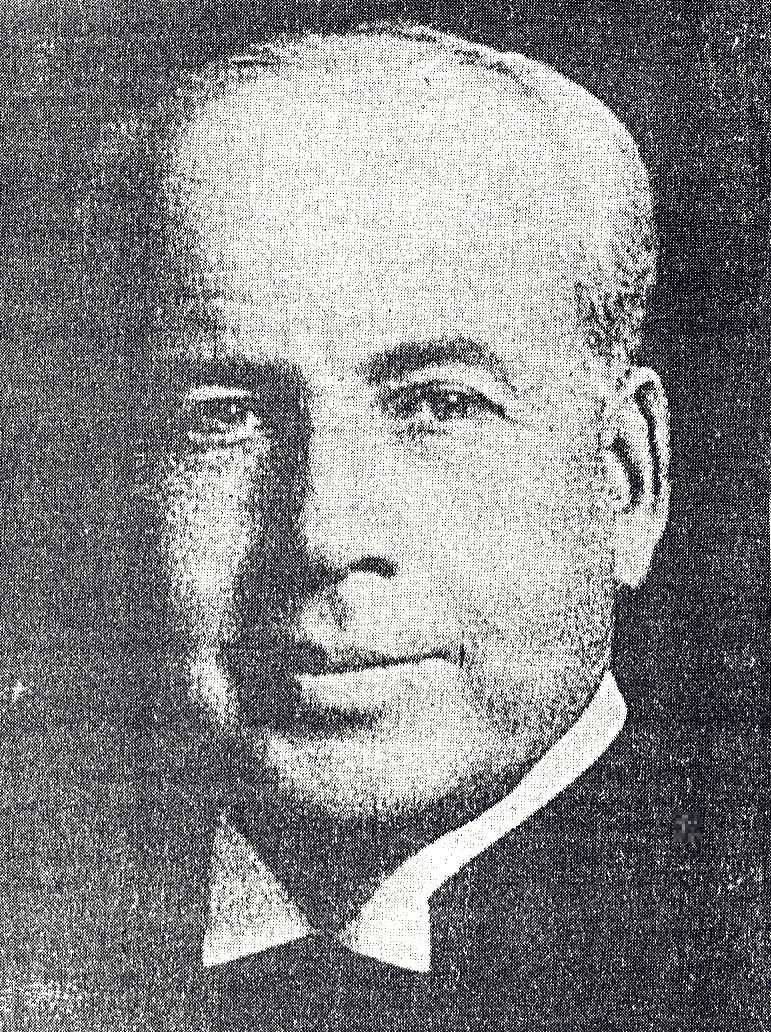
Segundo Storni

Segundo Rosa Storni (16 de julho de 1876 em Tucumán - 4 de dezembro de 1954) foi um marinheiro argentino que serviu como ministro das Relações Exteriores durante a presidência (de fato) do general Pedro Pablo Ramírez (1943-1944).

## Biografia
Storni se formou em 29 de dezembro de 1894 na Escola Naval Argentina. Em 1916, ditou duas conferências de importância histórica a partir das quais desenvolveu uma doutrina que reivindicava direitos argentinos sobre a plataforma continental da Argentina e todos os seus recursos. Essas duas conferências foram publicadas pela primeira vez naquele ano como um livro sob o título Intereses Argentinos en el Mar [Interesses argentinos no mar].
Na década de 1930 Storni fazia parte do grupo de militares que promovia o desenvolvimento da indústria nacional, considerando-a fundamental para a defesa. Foi um dos fundadores, junto com Adolfo Holmberg, Ezequiel Paz e Ángel Gallardo, do Instituto Oceanográfico Argentino em Mar del Plata. Nesse sentido, Storni tinha uma visão mais abrangente, que incluía a necessidade de desenvolver os interesses marítimos em relação ao transporte marítimo por conta própria e a indústria pesqueira, com todas as suas indústrias de apoio. Em 1935 foi um dos fundadores da Academia Nacional de Ciências de Buenos Aires.
O golpe de estado de 4 de junho de 1943 que derrubou o presidente Ramón Castillo deu origem à Revolução de 43. O general Arturo Rawson tornou-se presidente, mas devido à falta de apoio militar a alguns de seus membros de gabinete escolhidos, ele teve que renunciar três dias depois. O general Pedro Pablo Ramírez assumiu então a presidência com o vice-almirante Sabá H. Sueyro como vice-presidente. Segundo Storni foi nomeado Ministro das Relações Exteriores, servindo entre 7 de junho e 10 de setembro de 1943. Era um cargo muito importante na época, devido à Segunda Guerra Mundial e às pressões dos Estados Unidos para a Argentina entrar na guerra.
Storni era um dos poucos militares argentinos da época que tinha simpatia pelos Estados Unidos, onde morava há vários anos. Apesar de nacionalista, também era “pró-aliados” (“aliadófilos”) e apoiava a entrada da Argentina na guerra. Hull disse que era intenção da Argentina romper relações com as potências do Eixo, mas também pediu paciência para criar essa ruptura e que ao mesmo tempo fosse necessário algum gesto dos Estados Unidos em matéria de fornecimento de armamentos para isolar os "neutralistas" ("neutralistas"). Cordell Hull, para pressionar o governo argentino, tornou pública a carta de Storni, questionando também duramente o "neutralismo" da Argentina. Isso produziu um ressurgimento do já forte sentimento antiamericano, especialmente nas Forças Armadas, levando à demissão de Storni e sua substituição por um "neutralista", o coronel Alberto Gilbert, que até então atuava como ministro do Interior.
Mas, independentemente de todas essas circunstâncias relacionadas ao conflito mundial, há um fato que se destaca e dá importância à figura do Almirante Storni. Esse fato é seu trabalho já citado e exposto em Interesses argentinos no mar. Um trabalho geopolítico que apesar de centenário continua sendo um trabalho consultivo indispensável no campo.

## Obras
Em 1916 publicou Intereses argentinos en el mar, importante obra de referência sobre defesa e interesses marítimos, baseada em sua palestra proferida em 1916.
Outros trabalhos publicados foram: Obras hidrográficas e limite argentino no Canal de Beagle (1905); Balística e explosivos para a marinha (1908); Projeto do regime do mar territorial (1911) e O mar territorial (1926); e Manual de Geoestratégia.